# Lasiomma replicatum
Lasiomma replicatum är en tvåvingeart som först beskrevs av Huckett 1929.  Lasiomma replicatum ingår i släktet Lasiomma, och familjen blomsterflugor. Arten är reproducerande i Sverige.